# Schnauzen-Krötenviper
Die Schnauzen-Krötenviper (Causus defilippii), auch als Schnauzennachtotter oder Defilippis Nachtotter bezeichnet, ist eine Art der Vipern und zählt zur Gattung der Krötenvipern (Causus). Das Artepitheton ehrt den italienischen Zoologen Filippo De Filippi.

## Merkmale
Causus defilippii besitzt einen kräftigen Körperbau mit kurzem Schwanz. Die Art erreicht eine Gesamtlänge zwischen 30 und 40 cm. Der Kopf setzt sich nur geringfügig vom Hals ab. Er ist länglich-oval geformt und besitzt eine zugespitzte und leicht aufgeworfene Schnauze mit T-förmigem Schnauzenschild. Kopfoberseits zeigen sich große Schuppen. Das relativ große Auge besitzt eine bei Lichteinfall runde Pupille. Der Körper weist eine blassbraune, orangefarbene oder graugrüne Grundfärbung auf. Entlang des Rückens zeichnen sich ein Längsstreifen sowie eine Reihe rundlicher bis V-förmiger Flecken. Am Hinterkopf zeigt sich ein nach hinten offener, heller V-Fleck. Zwischen Auge und Mundwinkel zeichnet sich ein dunkles Schläfenband. Die Flanken sind getupft. Die Bauchseite ist weißgelb und gelegentlich graubraun getupft. Bei Jungtieren ist die Bauchseite häufig schwärzlich gefärbt.
Causus defilippii besitzt einen für Vipern typischen Giftapparat mit seitlich des Schädels befindlichen Giftdrüsen (modifizierte Speicheldrüsen), Giftkanal und röhrenartig aufgebauten, beweglichen Fangzähnen im vorderen Oberkiefer (solenoglyphe Zahnstellung). Über die Zusammensetzung und Pharmakologie des Giftsekrets der Art ist wenig bekannt. Bissunfälle verlaufen beim Menschen zumeist glimpflich und gehen mit Lokalsymptomen (Schwellung, Schmerzen) einher.

### Pholidose
Die Pholidose (Beschuppung) zeigt folgende Merkmale:
- 6 bis 7 Oberlippenschilde (Supralabialia),
- Schnauzenschild (Scutum rostrale) groß, T-förmig,
- 16 bis 18 (meist 17) Reihen schwach gekielte Rumpfschuppen (Scuta dorsalia),
- 108 bis 117 (Männchen) bzw. 115 bis 126 (Weibchen) Bauchschilde (Scuta ventralia),
- 12 bis 18 (Männchen) bzw. 10 bis 15 (Weibchen) Unterschwanzschilde (Scuta subcaudalia) und
- 1 ungeteiltes Analschild (Scutum anale).

## Verbreitung
Das Verbreitungsgebiet erstreckt sich über Areale in Südostafrika und Südafrika. Zu den besiedelten Habitaten zählen trockene Savannen und Baumland. Causus defilippii kann im Flachland ebenso wie im Hügelland bis in Höhen von circa 1800 m angetroffen werden.

## Lebensweise
Causus defilippii ist zumeist nachtaktiv, wird jedoch häufig auch am Tag beobachtet. Sie führt eine weitgehend bodenbewohnende und wühlende Lebensweise. Das Beutespektrum besteht vermutlich ausschließlich aus Amphibien (Froschlurche). Bei Bedrohung setzt sich die Schlange zunächst durch warnende Zischlaute, bei anhaltender Bedrängnis jedoch auch durch vehementes Abwehrverhalten und Bisse zur Wehr.

### Fortpflanzung
Zur Paarungszeit können Kommentkämpfe zwischen den Männchen beobachtet werden, bei denen die Rivalen den Vorderkörper aufrichten und sich gegenseitig versuchen nieder zu drücken. Die Fortpflanzung erfolgt durch Oviparie, also eierlegend. Die Eiablage erfolgt zwischen Dezember und Januar. Das Gelege umfasst 3 bis 9 Eier mit Abmessungen von 20 bis 25 mm × 14 bis 16 mm. Die Jungschlangen schlüpfen nach einer Entwicklung von dreieinhalb Monaten und messen beim Schlupf etwa 10 cm.